# トワニシャ・テリー
トワニシャ・テリー（Twanisha Terry、1999年1月24日生まれ) は、100メートルの距離を専門とするアメリカの短距離走者です。
彼女は2018年IAAF世界U20選手権に米国代表で出場し、女子100mで銀メダルを獲得しました。
2019年、彼女はNCAAディビジョンI屋内選手権で60mを獲得し、NCAAディビジョンIアウトドア選手権で優勝した4×100mリレーチームを固定しました。